# 塞纳莱斯

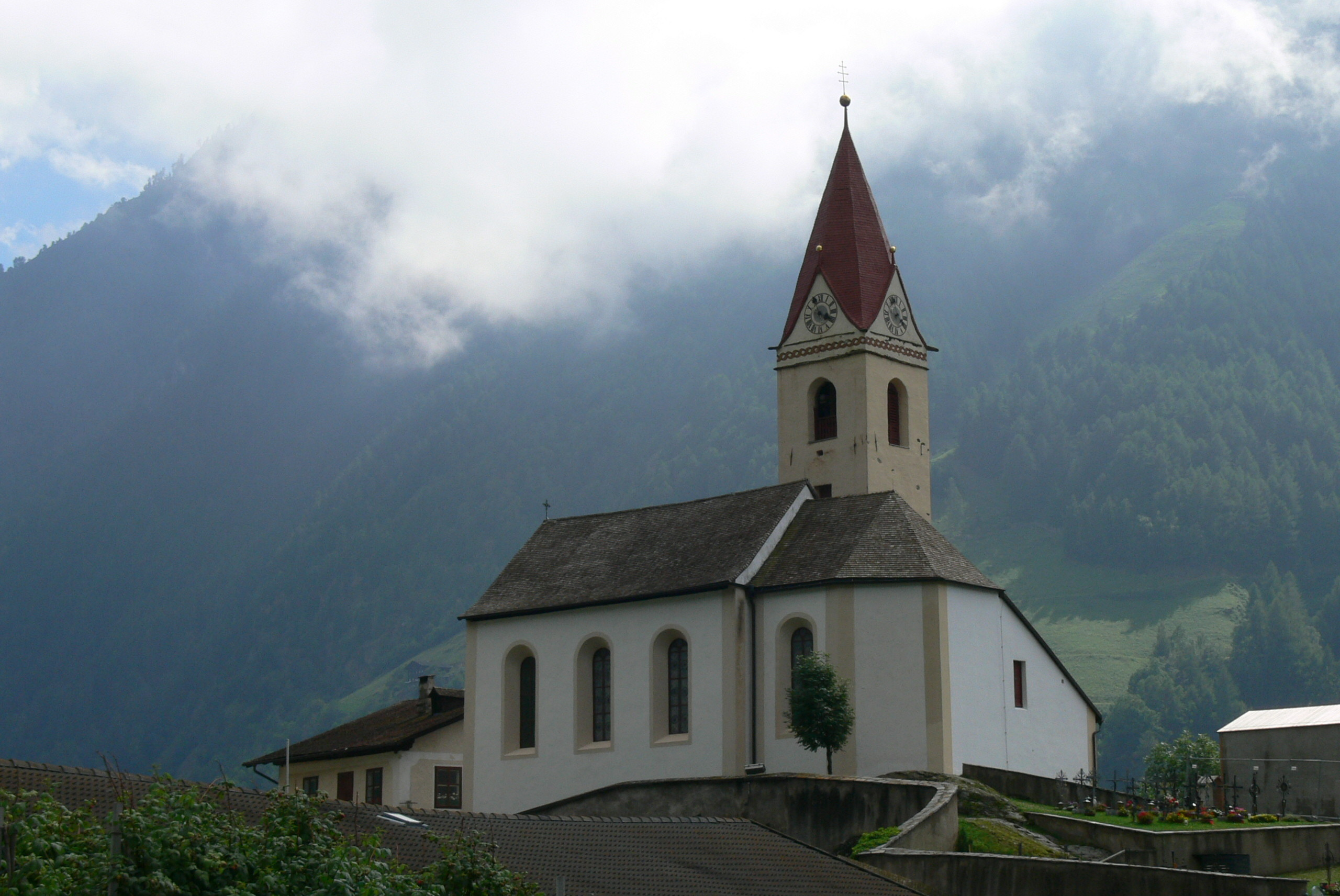
圣凯瑟琳教堂

塞纳莱斯（義大利語：Senales），是意大利波尔扎诺自治省的一个市镇。总面积211平方公里，人口1367人，人口密度6.5人/平方公里（2009年）。ISTAT代码为021091。